# Інтегральна фотографія

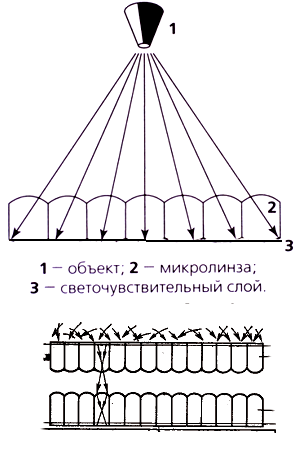
Принцип інтегральної фотографії Ліппмана. Вгорі — техніка зйомки негатива, внизу — оптичний друк ортоскопічного позитива

Інтегральна фотографія — автостереоскопічна і багаторакурсна технологія запису об'ємного зображення, що дозволяє фіксувати світлове поле за допомогою двовимірного масиву мікролінз, розташованого перед фотопластинкою або іншим світлочутливим датчиком. Кожна з мікролінз реєструє об'єкт зйомки зі свого ракурсу, відповідного конкретній точці сенсора, а її дія аналогічна роботі елементарного фотоапарата. Результатом знімання на проявленій з оберненням фотопластинці утворюється масив мініатюрних зображень знятої сцени, кожне з яких не розрізняється оком, але під час розглядання через мікролінзовий растр усі вони складаються в загальну картину.
Отримане в результаті уявне зображення знятих об'єктів є їх оптичною копією. Воно має стереоскопічність і багаторакурсність, створюючи ілюзію існування знятих предметів, які «висять» на такій самій відстані від світлочутливої поверхні, на якій вони перебували в момент знімання. Об'єм відтворюється завдяки тому, що кожне око бачить знятий об'єкт зі свого ракурсу, який залежить від конкретної групи мікролінз, які беруть участь у спостереженні. Точність відтворення ходу променів така, що призводить до такої самої акомодації кришталика, як під час спостереження реальних об'єктів. Технологія, винайдена 1908 року Габріелем Ліппманом, випередила аналогічну за властивостями і можливостями голографію.
Зображення, отримане за технологією інтегральної фотографії, називається аспектограма. Технологія отримала назву «інтегральна фотографія» тому, що кінцеве зображення відтворюється завдяки підсумовуванню (інтегруванн.) елементарних мікроскопічних зображень, записаних усіма мікролінзами. Замість мікролінзового растру можна використати непрозорий растр із мікроскопічними отворами. У цьому випадку кожен отвір виконує роль камери-обскури. Однак світлосила такого растру значно нижча, ніж лінзового, і практичного застосування він не набув.
Оскільки зображення на світлочутливому шарі розглядається зі зворотного боку, воно дзеркальне і має псевдоскопічність, даючи «зворотний» стереоефект. Отримати пряме ортоскопічне зображення можна, надрукувавши негатив інтегрального знімка на позитивному фотоматеріалі через такий самий мікролінзовий растр. Ця технологія, запропонована Ліппманом, передбачає, що оптичні осі растрів негатива і позитива у момент друку мають бути точно поєднані. Однак труднощі точного суміщення роблять отримання повноцінних ортоскопічних аспектограм практично неможливим, обмежуючи застосування всієї технології сферою лабораторних експериментів.
Найбільшою проблемою залишається технологічна складність виготовлення мікролінзового растру. Необхідність світлоізоляції сусідніх комірок виключає можливість пресування масиву з цілого листа пластмаси, як це реалізовано в лентикулярній фотографії. Крім того, потрібна дуже висока роздільна здатність фотоемульсіїя через сильне збільшення елементарних зображень при зворотному синтезі цільної картини. Повноцінна реалізація інтегральної фотографії виявилася можливою методами мультиплексної голографії, винайденої 1977 року. З появою цифрової фотографії в кінці XX століття принципи Ліппмана отримали розвиток під час створення пленоптичних камер. 2010 року японська мовна корпорація NHK і компанія Toshiba продемонстрували прототипи відеосистем, які працюють за інтегральним принципом. Зображення в представленій технології будує растр, що складається з 250 рядів по 400 мікролінз у кожному.